# Pentacalia trineura
Pentacalia trineura là một loài thực vật có hoa trong họ Cúc. Loài này được (Griseb.) Borhidi mô tả khoa học đầu tiên năm 1992.